# دیوید کانچا
دیوید کانچا (انگلیسی: David Concha؛ زادهٔ ۲۰ نوامبر ۱۹۹۶) بازیکن فوتبال اهل اسپانیا است.
از باشگاه‌هایی که در آن بازی کرده‌است می‌توان به باشگاه فوتبال راسینگ سانتاندر، باشگاه فوتبال رئال سوسیداد، باشگاه فوتبال نومانسیا، باشگاه فوتبال گامبا اوزاکا، و باشگاه فوتبال بارسلونا اشاره کرد.
وی همچنین در تیم ملی فوتبال زیر ۱۹ سال اسپانیا بازی کرده‌است.